# دانشگاه پزشکی دولتی زاپرویژا
دانشگاه پزشکی دولتی زاپرویژا (به لاتین: Zaporizhzhia State Medical University) یک دانشگاه در اوکراین است که در زاپروژیا واقع شده‌است.